# 山下隆
山下 隆（やました たかし、1943年11月20日 - ）は、日本の実業家。中国電力相談役。

## 経歴
- 鹿児島県曽於市出身[1]
- 1966年 九州大学工学部卒業
- 1966年 中国電力入社
- 1987年 同社 火力部発電担当課長
- 1989年 同社 火力部次長
- 1991年 同社 企画室次長兼原子力安全管理チーム次長
- 1993年 同社 企画室部長
- 1995年 同社 理事 鳥取支店長
- 1997年 同社 取締役 広報部長
- 1999年 同社常務取締役 企画室長
- 2001年 同社常務取締役 経営企画室長兼経営管理システム開発室長
- 2003年 同社取締役副社長
- 2004年 同社取締役副社長 経営企画部門長，エネルギア事業部門長，エネルギア事業部門エネルギア事業推進室長，情報通信部門長
- 2005年 同社取締役副社長 電源事業本部長兼情報通信部門長
- 2006年6月 同社取締役社長代表取締役
- 2011年2月 同社取締役社長 上関原子力立地プロジェクト長[2]
- 2011年6月 同社取締役会長代表取締役
- 2013年3月 ポーランド共和国エネルギー功労章受章[3]
- 2014年4月 ポーランド共和国功労勲章オフィツェルスキ十字型章受章[4]
- 2016年6月 同社相談役

中国電力入社同期に福田督（元中国電力相談役）等。

## その他の活動
- 中国経済連合会第7代会長
- 中国生産性本部会長
- 日本国際フォーラム顧問

## 発言
- 福島第一原子力発電所事故後の記者会見において、上関原子力発電所建設計画について「建設工程を変更することも考えられるが、具体的に申し上げる状況ではない。今後、エネルギー問題、原子力政策が議論される中で的確に判断していきたい」「エネルギーセキュリティー確保や地球温暖化防止の観点から原子力発電は必要な電源であり、計画を進める方針に変わりはない」と述べた[5]。